# Čertousy (zámek)
Zámek Čertousy je barokní zámeček nacházející se v pražské městské části Horní Počernice. Jedná se o značně zchátralý, dnes nepřístupný jednopatrový objekt. Jeho adresa je Bártlova 82/11.  Zámek spolu s parkem, nyní značně zanedbaným, je chráněn jako kulturní památka České republiky.

## Historie
Zámeček stojí na místě tvrze zmíněné v roce 1400, kterou držel jako zástavu staroměstský sladovník Ješek Vrabec. Tato tvrz byla zřejmě během husitských válek opuštěná a do konce 15. století zanikla. Nelze vysledovat následující vlastnické poměry, takže není známo, kdo a kdy dal vystavět dnešní barokní zámeček. Podle stylových znaků se ale jeho výstavba datuje do 18. století. Před zámkem na západní straně býval anglický park. Po roce 1948 objekt sloužil jako ubytovna pro zaměstnance Státního statku Praha. 

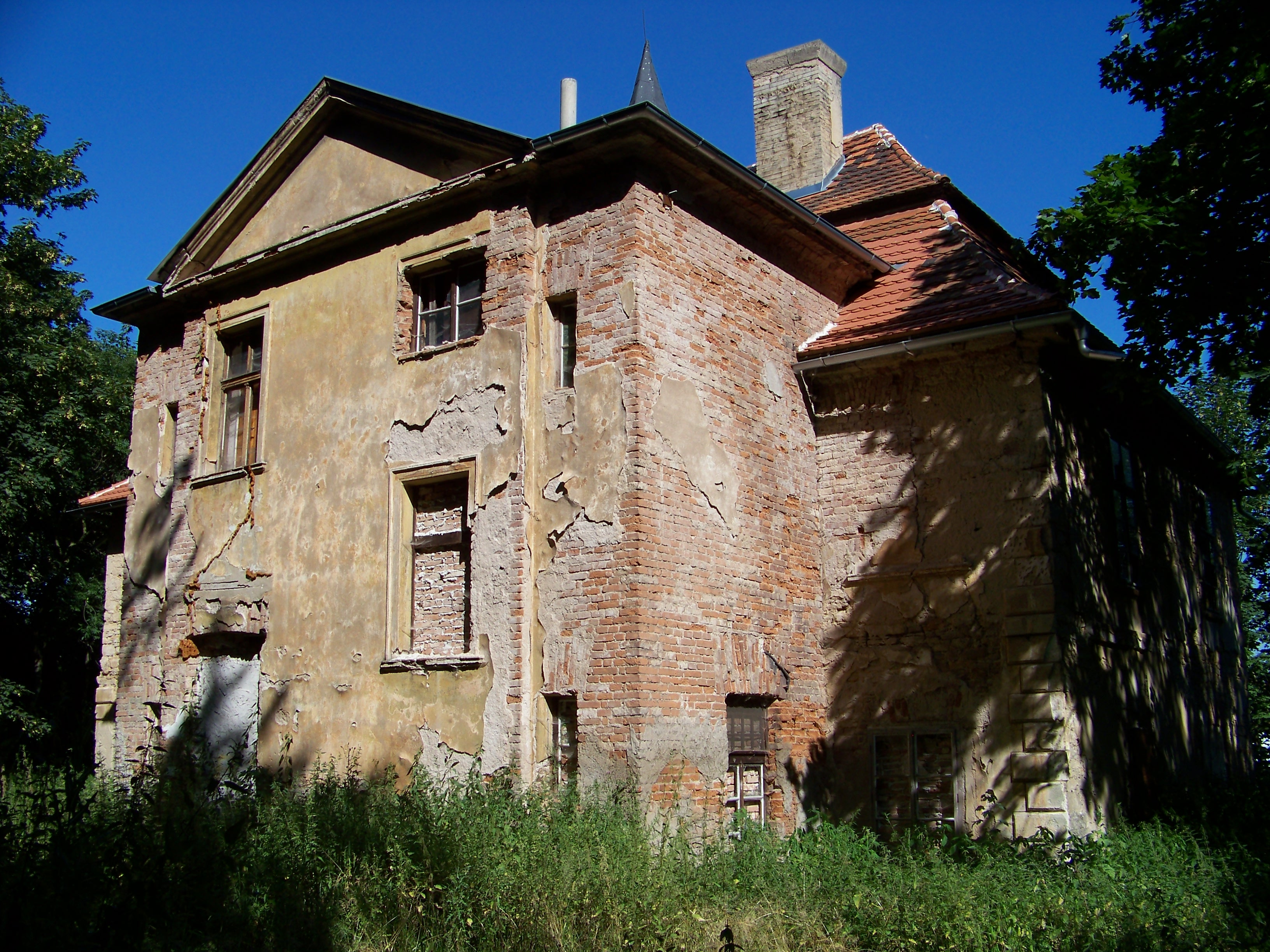
Zadní strana zámku

V pátek 19. srpna 2022 krátce po půlnoci začala hořet střecha nevyužívaného zámku. Oheň zničil střechu a vnitřní část budovy, částečně i obvodové stěny. Zásah komplikoval špatně přístupný terén v okolí zámku. Hasiči dostali požár pod kontrolu zhruba za dvě hodiny. Podle zápisu v katastru nemovitostí je k uvedenému datu vlastníkem zchátralého objektu akciová společnost Čertousy a. s. se sídlem na pražském Proseku.